# 11P/Tempel-Swift-LINEAR
11P/Tempel-Swift-LINEAR is een komeet in het zonnestelsel ontdekt door Ernst Wilhelm Leberecht Tempel te Marseille op 27 november 1869 en later ook door Lewis A. Swift in het Warner Observatory op 11 oktober 1880.
Na 1908 zag men de komeet niet meer terug en men dacht dat ze verloren gegaan was. Door het Near Earth Asteroid Research (LINEAR) werd het op 7 december 2001 terug gevonden.